# ファウレ
ファウレ（伊: Faule）は、イタリア共和国ピエモンテ州クーネオ県にある、人口約500人の基礎自治体（コムーネ）。

## 地理

### 位置・広がり

#### 隣接コムーネ
隣接するコムーネは以下の通り。括弧内のTOはトリノ県所属を示す。
- カザルグラッソ
- モレッタ
- パンカリエーリ (TO)
- ポロンゲーラ
- ヴィッラフランカ・ピエモンテ (TO)

#### 地震分類
イタリアの地震リスク階級 (it) では、3
に分類される。

## 行政

### 分離集落
ファウレには、以下の分離集落（フラツィオーネ）がある。
- Cascinetta, Motta, Porto

## 姉妹都市
- Humberto Primo、アルゼンチン 1997年